# Mer-Égée
Ne doit pas être confondu avec Mer Égée.
1797–1802
Entités précédentes :
- République de Venise

Entités suivantes :
- République des Sept-Îles

La Mer-Égée était un ancien département français de Grèce créé dans les îles Ioniennes dont la préfecture était Zakynthos (île de Zante).
Le département fut créé en 1797, lors de l'annexion des îles Ioniennes à la France.
Il était constitué :
- des îles Ioniennes de Zante et les îles Strophades (Strivali) ;
- des îles de la mer Égée de Cythère (Cérigo) et Anticythère (Cerigotto).

Le commissaire du gouvernement est Chriseuil de Rulhière .
Perdu en 1799, il est définitivement supprimé en 1802. La République des Sept-Îles lui succède. Ces îles seront de nouveau occupées par les Français entre 1807 et 1809.